# Szczodruchy (gromada)
Szczodruchy – dawna gromada, czyli najmniejsza jednostka podziału terytorialnego Polskiej Rzeczypospolitej Ludowej w latach 1954–1972.
Gromady, z gromadzkimi radami narodowymi (GRN) jako organami władzy najniższego stopnia na wsi, funkcjonowały od reformy reorganizującej administrację wiejską przeprowadzonej jesienią 1954 do momentu ich zniesienia z dniem 1 stycznia 1973, tym samym wypierając organizację gminną w latach 1954–1972.
Gromadę Szczodruchy z siedzibą GRN w Szczodruchach utworzono – jako jedną z 8759 gromad – w powiecie łomżyńskim w woj. białostockim, na mocy uchwały nr 18/V WRN w Białymstoku z dnia 4 października 1954. W skład jednostki weszły obszary dotychczasowych gromad Szczodruchy, Rembiszewo Zegadły, Czosaki Dąb, Wróble, Czarnowo Dąb, Głodowo Dąb i Sanie Dąb ze zniesionej gminy Kołaki oraz Wierzbowo ze zniesionej gminy Długobórz w tymże powiecie. Dla gromady ustalono 11 członków gromadzkiej rady narodowej.
13 listopada 1954 roku gromada weszła w skład nowo utworzonego powiatu zambrowskiego.
31 grudnia 1959 gromadę Szczodruchy zniesiono włączając jej obszar do gromad Kołaki Kościelne (wsie Szczodruchy, Czosaki-Dąb, Czarnowo-Dąb, Głodowo-Dąb, Sanie-Dąb, Wróble i Rębiszewo-Zegadły) i Laskowiec Stary (wieś Wierzbowo i kolonię Wierzbowo).